# Georgi Kinkladze
Georgi Kinkladze (en georgiano, გიორგი ქინქლაძე) (Tiflis, 6 de julio de 1973) es un exfutbolista georgiano. Jugaba de centrocampista y ha sido internacional con la selección de Georgia.
Despuntó a comienzos de los años 1990 en el Dinamo Tiflis y con la selección georgiana. Cuando tenía 22 años fue traspasado al Manchester City de la Premier League, donde se convirtió en un ídolo local a lo largo de las tres temporadas que estuvo en Maine Road, y a pesar de que los resultados deportivos no le acompañaron. El Ajax de Ámsterdam llegó a pagar cinco millones de libras por su traspaso en 1998, pero no se adaptó al fútbol neerlandés porque su posición ya estaba cubierta. Por esta razón regresó a Inglaterra para jugar en el Derby County durante cuatro campañas. Después de unos últimos pasos en el Anorthosis chipriota y el Rubin Kazán, oficializó su retirada en 2007 a los 33 años.
De toda su carrera se recuerda la habilidad que tenía para el regate, su golpeo de zurda en acciones a balón parado y su visión de juego. Normalmente adelantaba su posición en el campo a la mediapunta para asociarse con los delanteros. En Georgia está considerado uno de los miembros más destacados del fútbol nacional en la década de 1990, razón por la que recibió el premio al Futbolista Georgiano de 1993.
Sigue vinculado al fútbol como agente y director deportivo. Desde 2014 ocupa ese cargo en el Spartaki de Tsjinval.

## Trayectoria

### Inicios en Georgia
Georgi Kinkladze nació el 6 de julio de 1973 en Tiflis, capital de la República Socialista Soviética de Georgia. Su padre Robinzon, ingeniero de profesión, quería que el hijo fuese futbolista y con seis años le apuntó en las categorías infantiles del Dinamo Tiflis, el club más importante del país. Además le sometió a un estricto entrenamiento, con una tabla de ejercicios personal e incluso clases de baile tradicional (mtiuluri) para mejorar su coordinación, por idea de su madre Khatuna. Georgi progresó hasta llegar al filial, donde coincidió con Shota Arveladze, futuro compañero en la selección.
Al poco tiempo de que la Federación de Georgia montase su propio sistema de ligas independiente de la URSS, Kinkladze recibió una oferta del Mretebi Tiflis, el primer equipo de la capital con estructura profesional. Corría el año 1990 y en aquel momento sólo tenía 16 años, pero se hizo un hueco en el once titular. Al finalizar 1991 el Mretebi fue campeón de segunda división y logró el ascenso a la máxima categoría. Y en la campaña 1991-92 de la Umaglesi Liga, Georgi fue el más destacado del plantel con 9 goles en 30 partidos que sirvieron para asegurar la permanencia.

### Dinamo Tiflis
El Dinamo Tiflis contrató a Kinkladze para la temporada 1992-93 en un traspaso valorado en un millón de rublos, del que no llegaron a pagar toda la cantidad. Al poco tiempo, Georgi debutó con la selección de Georgia en partido oficial frente a Azerbaiyán. El saldo con los blanquiazules fue muy positivo. En el año de debut logró el doblete (liga y copa) y marcó 14 goles en 30 partidos como mediapunta titular.
La edición 1993-94 le resultó complicada a nivel personal. Si bien en el Dinamo mantuvo un buen registro goleador (13 tantos en 14 partidos), el recrudecimiento de la guerra civil georgiana obligó al Dinamo a ceder a los mejores futbolistas al extranjero para garantizar su seguridad. Kinkladze fue enviado en marzo de 1994 al Saarbrücken de la Segunda División de Alemania. Disputó 11 encuentros sin llegar a adaptarse a la liga germana y tres meses después regresó a su país, donde fue galardonado con el premio al Futbolista Georgiano de 1993.
Antes de que comenzase la temporada 1994-95, la directiva del Dinamo intentó traspasarle sin éxito a varios equipos de España, entre ellos el Atlético de Madrid y el Real Madrid. Sí llamó la atención de los ojeadores del Boca Juniors argentino, que lograron su cesión por tres meses. Kinkladze pudo conocer a su ídolo Diego Armando Maradona y jugó con los reservas, pero el técnico Silvio Marzolini no quiso contratarle porque ya contaba con Alberto Márcico como enganche titular y quería a un extremo. Por esta razón regresó al Dinamo y allí sobresalió por completo: sus 14 goles en 21 partidos y su asociación con el ariete Aleksandr Iashvili significaban un tercer doblete consecutivo de liga y copa.

### Manchester City

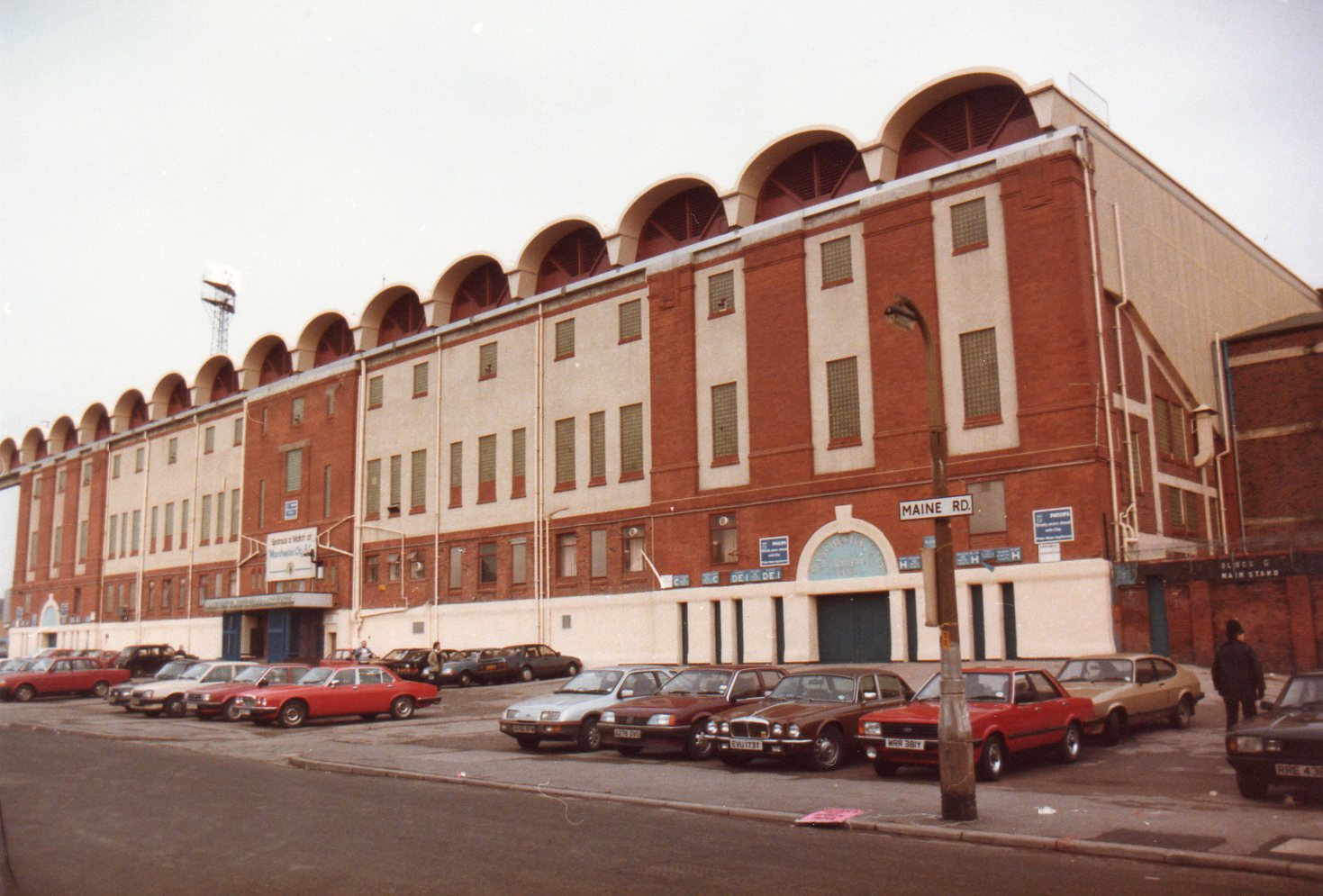
Kinkladze jugó tres años en Maine Road, hogar del Manchester City.

Con 22 años, Kinkladze llamó la atención de varios clubes europeos, incluyendo al Manchester City F. C. de la Premier League inglesa. El presidente Francis Lee le seguía desde 1994, después de ver un vídeo de sus mejores jugadas, y quedó convencido tras presenciar un partido internacional entre Georgia y Gales que los caucásicos ganaron por 5:0. El acuerdo se oficializó el 15 de julio de 1995 por dos millones de libras. Y aunque el permiso de trabajo necesario se retrasó un poco, llegó a tiempo para debutar en la primera jornada, el 19 de agosto, contra el Tottenham Hotspur. 
Durante los tres años que estuvo en Maine Road, Kinkladze fue el jugador con más talento de un equipo en trayectoria descendente y la referencia de los aficionados.
La edición 1995-96 no fue positiva para los citizens, ya que solo habían logrado dos puntos en las primeras once jornadas. Pese a que Georgi ya estaba considerado la estrella local, tenía problemas de adaptación: no sabía hablar inglés, vivía en un hotel y extrañaba su país. La directiva llegó a pagar una estancia a su madre Khatuna para que le ayudara a establecerse, y además contrató a un excompañero del Dinamo, el delantero internacional Mikheil Kavelashvili. Kinkladze ganó seguridad para tomar las riendas, destacó tanto por el regate como por su asociación con Niall Quinn, y marcó 4 tantos en 37 partidos. Los hinchas le otorgaron el «premio al Mejor Jugador del año». Sin embargo, el club acabó en antepenúltima posición y descendió a la First Division.
Para 1996-97 se le vinculó con clubes de primer nivel, como el Liverpool F. C. y el Celtic de Glasgow. No obstante, prefirió quedarse en Mánchester y luchar por el ascenso. En aquella campaña el City vivió una situación turbulenta, con malos resultados y hasta cinco entrenadores distintos. La salida de Keith Curle le convirtió en el especialista de jugadas a balón parado, donde obtuvo un buen rendimiento. Y a pesar de que siempre sufrió un férreo marcaje de los rivales, terminó el curso con 12 goles en 39 partidos.
Kinkladze recibió el «premio al Mejor Jugador» del Manchester City por segundo año consecutivo y los seguidores organizaron una campaña para que renovase. El georgiano lo confirmó con un contrato de tres temporadas que le convertía en el mejor pagado del plantel. Lo primero que hizo con su nuevo salario fue comprarse un Ferrari 355 valorado en 50.000 libras, pese a la oposición de la directiva. En octubre de 1997, mientras conducía a gran velocidad, perdió el control del vehículo y tuvo un accidente en la autopista de Hale. El accidente conllevó una lesión de espalda que requirió 30 puntos de sutura y le mantuvo dos semanas de baja.
La campaña 1997-98 fue la última. El Manchester City descendió a Second Division y la directiva tuvo que declararle transferible porque ya no podía mantener su salario. El nuevo entrenador para la etapa en tercera categoría, Joe Royle, no le quería porque consideraba que era un lujo innecesario y no valía para su sistema defensivo. En total, Kinkladze disputó 118 partidos en tres temporadas y marcó 22 goles.

### Ajax de Ámsterdam
En verano de 1998, el Ajax de Ámsterdam de la Eredivisie pagó al City más de cinco millones de libras por el traspaso de Kinkladze. Tras estudiar distintas ofertas, se decantó por el club neerlandés por la fama que tenía y porque su amigo y compañero de selección, Shota Arveladze, era el delantero titular desde el año anterior.

En principio llegaba como el prometedor reemplazo en la mediapunta del finlandés Jari Litmanen, al que se vinculaba con el Fútbol Club Barcelona. Sin embargo, este no se marchó y para seguir contando con él, Kinkladze fue alineado en posiciones a las que no estaba acostumbrado: primero de extremo izquierdo y después como delantero sorpresa. El técnico Morten Olsen fue destituido a mitad de la temporada 1998-99 y su sustituto, Jan Wouters, dejó de contar con el georgiano en favor del canterano Richard Knopper. De este modo su papel se redujo a 12 partidos, la mayoría con Olsen. Fue declarado transferible y al año siguiente se le relegó al filial mientras buscaba destino en Inglaterra. Cuando Kinkladze abandonó el Amsterdam Arena, declaró su disgusto:
«Ya podría haber sido Maradona que él (Wouters) no habría cambiado su sistema de juego para hacerme un hueco. (…) No estaba jugando al fútbol, y eso convirtió mi vida en un infierno.»
Kinkladze encadenó además una serie de lesiones por las que estuvo varios meses sin jugar. Incluso la selección de Georgia dejó de convocarle ante la falta de minutos. En verano de 1999 estuvo a punto de firmar por el Sheffield United, pero no pudo hacerlo porque le denegaron el permiso de trabajo. Dos meses después, convenció al Ajax para que le cediesen al Derby County de la Premier League con opción de compra. Si bien volvió a tener el mismo problema, esta vez la Asociación del Fútbol le concedió un permiso especial por «su contribución anterior al deporte inglés».

### Derby County

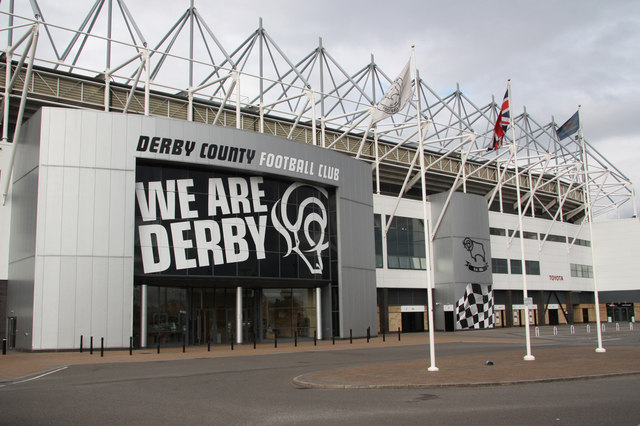
El jugador llegó a Pride Park (Derby) después de pasar un año y medio en Ámsterdam.

El jugador debutó el 28 de noviembre de 1999. A pesar de que su estado de forma era bajo porque no había jugado en meses, pudo disputar veinte minutos frente al Arsenal como suplente. En aquel momento, el técnico Jim Smith aspiraba a que recuperase la confianza y, con el paso del tiempo, asumiera el rol de líder. Durante la cesión completó un total de 14 apariciones y un solo gol. A su fin, el Derby County hizo efectiva la cláusula de compra por tres millones de libras.
Pese a las altas expectativas que se tenían sobre él, Kinkladze nunca desempeñó el atractivo estilo de juego del que hizo gala en Mánchester. En 2000-01 se perdió las primeras jornadas por una operación de hernia discal, y para cuando volvió alternó la titularidad con el banquillo. En invierno sufrió una lesión en la ingle y estuvo de baja dos meses más. Y en la campaña 2001-02, a esos problemas se sumaron los malos resultados deportivos: Jim Smith fue destituido por Colin Todd y este le dejó de alinear, quedando transferible. La situación se revirtió dos meses después, cuando Todd fue cesado y John Gregory llegó en su lugar. Kinkladze recuperó el hueco, pero el Derby County finalizó penúltimo y descendió a First Division.
Antes de que empezase la temporada 2002-03, el club atravesaba problemas financieros y se deshizo de los futbolistas con salarios más altos. Entre ellos estaba Kinkladze, que rechazó dos opciones: o marcharse a otra entidad, o renovar por un año más a cambio de rebajar el salario a la mitad. Durante un tiempo entrenó con el Portsmouth que entonces dirigía Jim Smith, hizo pruebas en clubes de la liga escocesa e incluso contactó con clubes griegos y rusos. Al final no se movió de Pride Park y mantuvo la titularidad mientras buscaba otro destino, con 28 partidos y 4 goles. El Derby acabó en decimoctavo lugar.

### Retirada y vida posterior
Una vez Kinkladze quedó liberado de su contrato, estuvo sin equipo hasta que en octubre de 2004 fichó por el Anorthosis Famagusta de Chipre. El entrenador en aquella época era el también georgiano Temuri Ketsbaia, quien le dio una oportunidad para reconducir su carrera a los 31 años con un contrato por una temporada. Marcó gol en su debut frente al APOEL Nicosia del 21 de noviembre, y su contribución sirvió para conseguir el título de Primera División. Gracias a la continuidad en el once inicial y su regreso a la selección de Georgia, el técnico del Rubin Kazán, Gurban Berdiýew, le convenció para irse a la Liga Premier de Rusia en agosto de 2005. Durante las negociaciones se había negado a viajar con los chipriotas a un partido oficial, así que Ketsbaia le expulsó del equipo alegando falta de disciplina y el georgiano llegó gratis al club tártaro.
Ya en Kazán, el mediapunta recayó en sus problemas físicos y no mostró regularidad, aunque había contribuido al finalizar la edición de 2005 con siete asistencias y dos goles en nueve partidos. Por esa razón se le amplió el contrato. En la temporada siguiente su rendimiento decayó por completo, con una nueva lesión a comienzos del año por la que rara vez volvió a jugar. Su último partido oficial fue el 20 de agosto de 2006 contra el FC Rostov.
En enero de 2007 el Rubin rechazó renovarle. En ese momento entabló conversaciones con el Anorthosis Famagusta para regresar, pero la llegada nunca se materializó. En agosto de ese mismo año, después de meses inactivo, se hizo oficial que Kinkladze se retiraba del fútbol profesional a los 33 años para establecerse en Moscú. Durante un tiempo trabajó como agente, tuvo un pequeño paso de director deportivo del Anorthosis entre 2011 y 2012, y después regresó a su anterior empleo.
Desde 2014 es director deportivo del Spartaki de Tsjinval, lo que ha supuesto su regreso a Georgia.

## Selección nacional
Georgi Kinkladze ha sido internacional con la selección de Georgia en 57 ocasiones y ha marcado 8 goles.
Su debut con la absoluta tuvo lugar el 17 de septiembre de 1992 contra Azerbaiyán, un amistoso celebrado en el estadio de Gurjaani. Dicho encuentro suponía el cuarto en la historia de Georgia desde su independencia, así como el primero de los azeríes. El resultado final fue de 6:3 para los georgianos y Kinkladze entró en el minuto 53, en sustitución de Giorgi Daraselia. No volvió a ser convocado hasta febrero de 1994, mientras estaba en el 1. F. C. Saarbrücken.
Sus actuaciones en el Dinamo Tbilisi y en el Manchester City le permitieron consolidarse en el once titular, como pieza clave durante la fase de clasificación para la Eurocopa 1996. 
El 16 de noviembre de 1994 marcó su primer gol, en la victoria por 5:0 de su país sobre Gales, en el Estadio Boris Paichadze de Tiflis.
Nunca ha jugado una fase final continental. La vez que se quedó más cerca fue cuando Georgia terminó tercero en la fase de clasificación para la Eurocopa 1996 por detrás de Alemania y Bulgaria, quedando fuera del torneo. También participó en las clasificatorias para la Copa Mundial de 1998 y la Eurocopa 2000.

## Estilo de juego
Kinkladze está considerado uno de los futbolistas más importantes del Manchester City en la década de 1990. En el campo, era un centrocampista creativo que adelantaba su posición hasta la mediapunta, participando en labores de ataque y asistencias a sus compañeros. Sus mayores virtudes eran el regate, su golpeo con la pierna zurda y su visión de juego. Gracias a su remate a balón parado, en el Dinamo Tbilisi y en el City fue especialista de faltas, saques de esquina y penaltis. De los 22 tantos que marcó con los citizens, siete fueron desde los once metros. El gol más famoso de su carrera fue frente al Southampton el 16 de marzo de 1996: tras deshacerse de tres hombres en el borde del área, batió al portero Dave Beasant con una suave volea.
Cuando fichó por el Derby County lo alternó con un puesto de segundo delantero para ayudar a Fabrizio Ravanelli. Durante el tiempo que estuvo en el Ajax probó de extremo izquierdo. Pero a pesar de que era zurdo, nunca se adaptó a jugar en la banda.
A lo largo de su carrera ha recibido el premio al Futbolista Georgiano de 1993 y dos veces el de Mejor Jugador del Manchester City (1996 y 1997). En lo que respecta al fútbol inglés, ha sido uno de los pocos jugadores procedentes de la antigua Unión Soviética que ha dejado huella en la Premier League, y a menudo se le cita como el mayor talento georgiano en la generación de la década de 1990 (junto con Arveladze y Ketsbaia). 
En la actualidad sigue siendo homenajeado por el Manchester City, a pesar de que coincidió en una de las peores etapas deportivas. En una encuesta de la BBC en 2005, fue nombrado tercer jugador más importante de la entidad por detrás de Colin Bell y Shaun Goater. Los propietarios emiratís le reconocieron en 2014 con un homenaje en el Etihad Stadium. Noel Gallagher, líder de la banda musical Oasis y seguidor del club, le recuerda como «el mejor jugador que he visto en mi vida.»
El mayor punto débil de Kinkladze era la defensa. Rara vez hacía entradas para robar balones y no le gustaba bajar, algo que frustró a varios de sus entrenadores. En sus últimos años se le acusó también de falta de disciplina y relajación en los entrenamientos. Joe Royle, técnico del Manchester City que le vendió al Ajax de Ámsterdam en 1998, le definió en su biografía de la siguiente manera: «ya sé que los fans le idolatraban (...) la razón por la que se vendió a Gio fue porque no era un jugador de equipo. Tenía la mala costumbre de desaparecer de los partidos, especialmente fuera de casa (...) es una persona muy agradable que nunca me ha dado problemas, pero tuvimos la oportunidad de traspasarle y no lo dudé».

## Estadísticas

### Clubes
| Club | Div.          | Temporada     | Liga  | Liga  | Copas nacionales(1) | Copas nacionales(1) | Torneos internacionales(2) | Torneos internacionales(2) | Total | Total |
| Club | Div.          | Temporada     | Part. | Goles | Part.               | Goles               | Part.                      | Goles                      | Part. | Goles |
| --- | ------------- | ------------- | ----- | ----- | ------------------- | ------------------- | -------------------------- | -------------------------- | ----- | ----- |
| Mretebi Tbilisi Georgia |               |               |       |       |                     |                     |                            |                            |       |       |
| 2.ª | 1990          | 34            | 8     | -     | -                   | -                   | -                          | 34                         | 8     |       |
| 2.ª | 1991          | 16            | 1     | -     | -                   | -                   | -                          | 16                         | 1     |       |
| 1.ª | 1991-92       | 30            | 9     | -     | -                   | -                   | -                          | 30                         | 9     |       |
| Total club | Total club    | 50            | 18    | -     | -                   | -                   | -                          | 50                         | 18    |       |
| Dinamo Tbilisi Georgia |               |               |       |       |                     |                     |                            |                            |       |       |
| 1.ª | 1992-93       | 30            | 14    | 4     | 0                   | -                   | -                          | 34                         | 14    |       |
| 1.ª | 1993          | 14            | 13    | -     | -                   | -                   | -                          | 14                         | 13    |       |
| 1.ª | 1994-95       | 24            | 14    | 5     | 1                   | -                   | -                          | 29                         | 15    |       |
| Total club | Total club    | 68            | 41    | 9     | 1                   | -                   | -                          | 77                         | 42    |       |
| 1. F. C. Saarbrücken · Alemania |               |               |       |       |                     |                     |                            |                            |       |       |
| 2.ª | 1994          | 11            | 0     | -     | -                   | -                   | -                          | 11                         | 0     |       |
| Total club | Total club    | 11            | 0     | -     | -                   | -                   | -                          | 11                         | 0     |       |
| Boca Juniors Argentina |               |               |       |       |                     |                     |                            |                            |       |       |
| 1.ª | 1994-95       | 3             | 0     | -     | -                   | -                   | -                          | 3                          | 0     |       |
| Total club | Total club    | 3             | 0     | -     | -                   | -                   | -                          | 3                          | 0     |       |
| Manchester City Inglaterra |               |               |       |       |                     |                     |                            |                            |       |       |
| 1.ª | 1995-96       | 37            | 4     | 7     | 1                   | -                   | -                          | 44                         | 5     |       |
| 2.ª | 1996-97       | 39            | 12    | 3     | 0                   | -                   | -                          | 42                         | 12    |       |
| 2.ª | 1997-98       | 30            | 4     | 2     | 1                   | -                   | -                          | 32                         | 5     |       |
| Total club | Total club    | 106           | 20    | 12    | 2                   | -                   | -                          | 118                        | 22    |       |
| AFC Ajax Países Bajos |               |               |       |       |                     |                     |                            |                            |       |       |
| 1.ª | 1998-99       | 12            | 0     | 3     | 0                   | -                   | -                          | 15                         | 0     |       |
| 1.ª | 1999          | -             | -     | -     | -                   | -                   | -                          | 0                          | 0     |       |
| Total club | Total club    | 12            | 0     | 3     | 0                   | -                   | -                          | 15                         | 0     |       |
| Derby County Inglaterra |               |               |       |       |                     |                     |                            |                            |       |       |
| 1.ª | 2000          | 17            | 1     | 1     | 1                   | -                   | -                          | 18                         | 2     |       |
| 1.ª | 2000-01       | 24            | 1     | 3     | 0                   | -                   | -                          | 27                         | 1     |       |
| 1.ª | 2001-02       | 24            | 1     | 1     | 1                   | -                   | -                          | 25                         | 2     |       |
| 2.ª | 2002-03       | 28            | 4     | 2     | 0                   | -                   | -                          | 30                         | 4     |       |
| Total club | Total club    | 93            | 7     | 7     | 1                   | -                   | -                          | 100                        | 8     |       |
| Anorthosis Famagusta Chipre |               |               |       |       |                     |                     |                            |                            |       |       |
| 1.ª | 2004-05       | 22            | 2     | -     | -                   | -                   | -                          | 22                         | 2     |       |
| 1.ª | 2005-06       | -             | -     | -     | -                   | 6                   | 0                          | 6                          | 0     |       |
| Total club | Total club    | 22            | 2     | -     | -                   | 6                   | 0                          | 28                         | 2     |       |
| Rubin Kazán Rusia |               |               |       |       |                     |                     |                            |                            |       |       |
| 1.ª | 2005          | 9             | 2     | -     | -                   | -                   | -                          | 9                          | 2     |       |
| 1.ª | 2006          | 4             | 0     | -     | -                   | -                   | -                          | 4                          | 0     |       |
| Total club | Total club    | 13            | 2     | -     | -                   | -                   | -                          | 13                         | 2     |       |
| Total carrera | Total carrera | Total carrera | 364   | 104   | 31                  | 3                   | 6                          | 0                          | 401   | 107   |
| (1) Incluye FA Cup y Copa de la Liga. No se han encontrado datos del resto de competiciones. (2) Incluye Liga de Campeones de la UEFA (2005-06). (3) No incluye goles en partidos amistosos. |               |               |       |       |                     |                     |                            |                            |       |       |

### Selección
| Absoluta Georgia |                  |    |   |
| 1992 | 1                | 0  |   |
| 1993 | -                | -  |   |
| 1994 | 10               | 1  |   |
| 1995 | 5                | 2  |   |
| 1996 | 6                | 1  |   |
| 1997 | 6                | 2  |   |
| 1998 | 8                | 1  |   |
| 1999 | 1                | 0  |   |
| 2000 | 5                | 2  |   |
| 2001 | 6                | 0  |   |
| 2002 | 3                | 0  |   |
| 2003 | 2                | 0  |   |
| 2004 | 3                | 0  |   |
| 2005 | 1                | 0  |   |
| Total en Georgia | Total en Georgia | 57 | 9 |
| (1) Incluye datos de las fases de clasificación para los campeonatos de Europa. (2) Incluye datos de las fases de clasificación para los campeonatos del Mundo. |                  |    |   |

## Palmarés

### Campeonatos nacionales
| Título                     | Equipo               | País    | Año  |
| -------------------------- | -------------------- | ------- | ---- |
| Umaglesi Liga              | Dinamo Tbilisi       | Georgia | 1993 |
| Copa de Georgia            | Dinamo Tbilisi       | Georgia | 1993 |
| Umaglesi Liga              | Dinamo Tbilisi       | Georgia | 1994 |
| Copa de Georgia            | Dinamo Tbilisi       | Georgia | 1994 |
| Umaglesi Liga              | Dinamo Tbilisi       | Georgia | 1995 |
| Copa de Georgia            | Dinamo Tbilisi       | Georgia | 1995 |
| Primera División de Chipre | Anorthosis Famagusta | Chipre  | 2005 |

### Distinciones individuales
| Distinción                        | Año     |
| --------------------------------- | ------- |
| Futbolista Georgiano del año      | 1993    |
| Mejor Jugador del Manchester City | 1995-96 |
| Mejor Jugador del Manchester City | 1996-97 |